# Koninkrijk Noord-Lusitanië
Het koninkrijk Noord-Lusitanië was een koninkrijk dat door Napoleon Bonaparte werd voorgesteld in 1807 voor koning Lodewijk II van Etrurië.
In 1807 had Portugal geweigerd zich te houden aan het continentaal stelsel dat door Napoleon was ingevoerd. Daarom sloot Napoleon in oktober van dat jaar het verdrag van Fontainebleau met Spanje waarin de verdeling van Portugal geregeld werd. Portugal zou in drie staten worden verdeeld:
- Het koninkrijk Noord-Lusitanië, in het noorden van Portugal gelegen tussen de rivieren de Miño en de Douro met als belangrijke steden Porto en Braga.
- Portugal, het gebied tussen de Douro en de Taag, inclusief de hoofdstad Lissabon. Dit gebied zou direct onder het bestuur van het Franse Keizerrijk vallen.
- Het prinsdom Algarve, ten zuiden van de Taag. Dit gebied zou bestuurd gaan worden door de eerste minister van Spanje, Manuel de Godoy, als bondgenoot van Napoleon.

In 1807 volgde al snel een invasie van de Franse troepen onder maarschalk Jean-Andoche Junot. Op 1 december 1807 viel Lissabon in handen van de Fransen. De Britse interventie tijdens de Spaanse Onafhankelijkheidsoorlog zou ervoor zorgen dat de Portugezen hun vrijheid herkregen.